# Shanyangosaurus niupanggouensis
Shanyangosaurus niupanggouensis — вид дрібних тероподних динозаврів. Скам'янілі рештки динозавра знайдено у відкладеннях формування Шаньянг у провінції Шеньсі у  Китаї. Shanyangosaurus відомо тільки з розкиданих фрагментів кісток ніг, які були досить неповні. Він жив у пізній крейді, десь між 69 і 66 млн років тому. Враховуючи морфологію останків, його віднесли до Oviraptorosauria або навіть Paraavis, але без більш повних решток його повна класифікація залишається невизначеною.